# 菟原村
菟原村（うばらむら）は、京都府天田郡にあった村。現在の福知山市三和町の南東端にあたる。

## 地理
- 山岳：鹿倉山
- 河川：土師川、友渕川

## 歴史
- 1889年（明治22年）4月1日 - 町村制の施行により、菟原中村・菟原下村・高杉村・友淵村・大身村の区域をもって発足。
- 1955年（昭和30年）3月1日 - 細見村・川合村と合併して三和村が発足。同日菟原村廃止。
- 1956年（昭和31年）4月1日 ‐ 三和町となる。

## 交通

### 道路
- 国道9号